# Gustav Jäger (Zoologe)

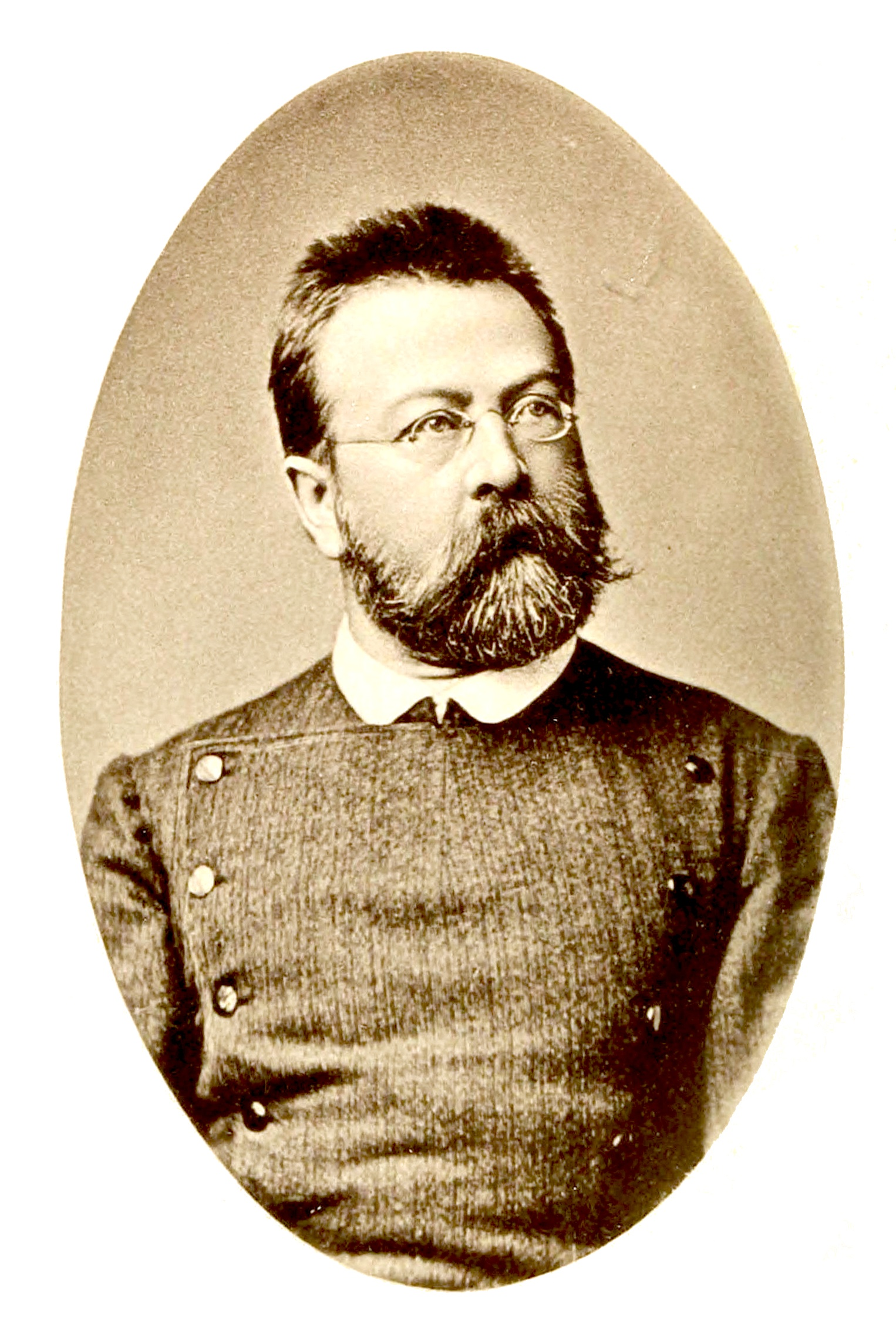
Gustav Jäger, 1884

Gustav Eberhard Jäger (* 23. Juni 1832 in Bürg; † 13. Mai 1917 in Stuttgart) war ein deutscher Zoologe und Mediziner, der durch zahlreiche naturwissenschaftliche Fachbücher in Erscheinung getreten ist. Außerdem galt sein besonderes Interesse der Entwicklung gesundheitsfördernder, wollener Reformkleidung, die er Normalkleidung nannte und auch unternehmerisch vertrieb. Von Zeitgenossen wurde er zur Unterscheidung von anderen Personen namens Jäger der Woll-Jäger genannt.

## Leben
Jäger war das jüngste von sechs Kindern des Heimatforschers und Pfarrers Karl Friedrich Jaeger und verbrachte seine frühe Kindheit im Pfarrhaus in Bürg. Die Familie übersiedelte nach dessen Pfarrstellenwechsel 1841 von Bürg nach Münchingen. 1842 starb der Vater und die Mutter übersiedelte mit den Kindern in das Schlösschen Harling, später in eine Wohnung nach Markgröningen. Weitere frühe Stationen Jägers waren das Seminar in Urach und das theologische Stift in Tübingen, wo er anschließend Naturwissenschaften und Medizin studierte und vor der Stadt in einem Weinberghäuschen lebte, in dem er Amphibien, Vögel und kleine Säugetiere präparierte, um eine Studie „über die Entwicklung des knöchernen Schultergürtels“ bei verschiedenen Tierarten zu erstellen. In seiner Studentenzeit schloss er sich der Tübinger Königsgesellschaft Roigel an.
In Sondelfingen heiratete er am 20. Dezember 1860 Selma Johanna Krais (* 11. Dezember 1835 in Talheim; † 5. Februar 1907), Tochter des Sondelfinger Pfarrers Julius Krais. Aus der Ehe entsprangen neun Kinder, von denen jedoch nur sechs das Erwachsenenalter erreichten: Max Julius (* 1861), Theodora Johanna (* 1862), Sophia Elisabeth (* 1864), Franz (* 1867), Clara Emma (* 1870) und Gustav Julius (* 1873).

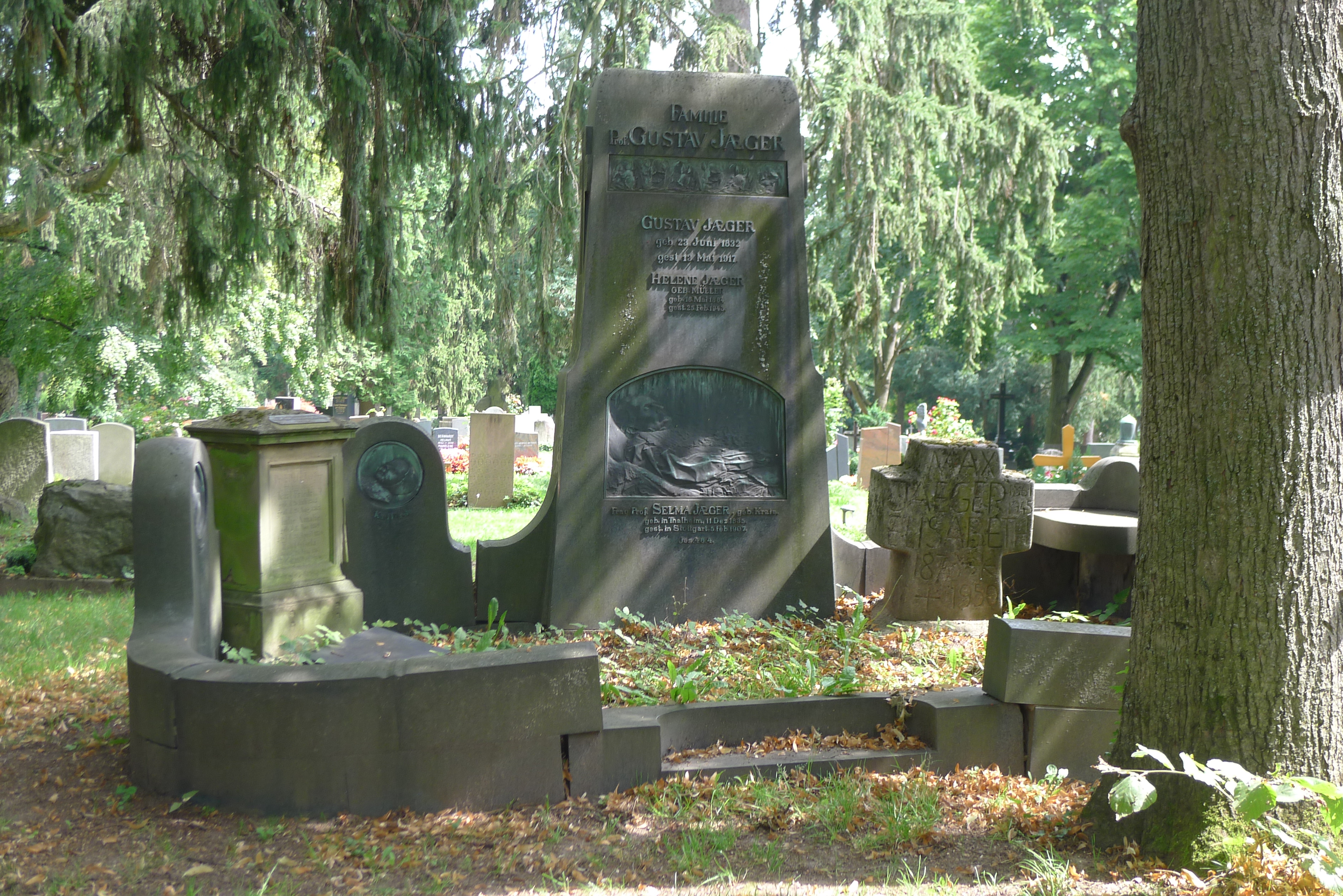
Grabstätte von Gustav Jäger

In den späten 1850er und frühen 1860er Jahren war Jäger Hofmeister einer Industriellenfamilie in Wien, wo er sich als Privatdozent für Biologie zu verdingen suchte. Als Protestant war ihm eine wissenschaftliche Laufbahn im katholischen Österreich verwehrt, so dass er zunächst die Gründung eines öffentlichen Seewasseraquariums erwog und 1864 den ersten „biologischen Tiergarten“ im Wiener Prater eröffnete und die „Zoologischen Briefe“ herausgab, in denen er als einer der ersten und tätigsten Anhänger Darwins auftrat. Der Deutsche Krieg beendete die Wiener Zeit und Jäger kehrte 1866 verarmt mit seiner Familie nach Stuttgart zurück, wo er sich zunächst weiter als Autor verdingte. Ab 1867 erhielt er verschiedene Lehraufträge, u. a. für Zoologie und Physiologie an der landwirtschaftlichen Akademie Hohenheim sowie an der Technischen und der Tierärztlichen Hochschule Stuttgart. Er gab daneben naturwissenschaftliche Bücher heraus wie „Die Darwinsche Theorie und ihre Stellung zu Moral und Religion“ (1869), „Leben im Wasser“, „Menschliche Arbeitskraft“ (1878), „Die Entdeckung der Seele“ (1878), „Deutschlands Tierwelt“, „Das Käferbuch“ sowie „Allgemeine Zoologie“, ein Standard-Fachbuch seiner Zeit.
Mit seiner unermüdlichen, publizistischen Wirken wurde Jäger zu einem der ersten, professionellen Popularisierer von Wissen und Naturlehren im deutschsprachigen Raum und – ungeachtet der Kontroversen, die er oft auslöste –  zu einem Mitbegründer einer öffentlichkeitsorientierten Populärwissenschaft.
In den späten 1860er Jahren begann Jäger zudem Forschungen zu Hygiene und Gesundheitspflege, zu spezifischen Gewichten und der Bedeutung der Geruchsstoffe. Gemeinsam mit seinem Bruder Otto Jäger untersuchte er die Auswirkung körperlicher Übungen auf den Körper. Dabei galt sein besonderes Interesse dem Zusammenhang zwischen Haupttätigkeit und Leistungssteigerung. Jäger gelangte zu der Ansicht, dass Wolle für die menschliche Haut verträglicher sei als pflanzliche Fasern. Die Erforschung von Stoffwechselvorgängen in Abhängigkeit von der Kleidung wurde zum zentralen Werk Jägers, dem er sich bis zu seinem Tod weiter widmete und zu deren Gunsten seine sonstigen naturwissenschaftlichen Themen zurücktraten. Sein rastloses Forschen ließ ihm bald keine Zeit mehr zu Lehrtätigkeiten, die er zwischen 1881 und 1884 aufgab, um sich ganz der Forschung widmen zu können.
In den 1880er Jahren entwickelte Jäger eine Theorie der Überlegenheit des homosexuellen Mannes, da dessen Aufgehobensein in rein männlicher Gesellschaft zu höchster Vervollkommnung führe. Jägers Theorie beeinflusste den Maskulinismus des frühen 20. Jahrhunderts, insbesondere dessen Vordenker, Benedict Friedlaender.

## Normalkleidung
Die von ihm propagierte Normalkleidung für Herren bestand aus luftdurchlässigen, wollenen Komponenten. Jäger publizierte nicht nur über Wollkleidung, sondern ließ diese ab 1879 von der Stuttgarter Wirkwarenfabrik Wilhelm Benger Söhne herstellen. Alle Artikel waren aus tierischer Wolle, die Normalhemden hatten außerdem einen Überschlag, damit der Stoff vorne doppelt liegt, womit sie Soldatenröcken glichen. Jäger war mit den Ideen der Anthroposophie vertraut und wird der Bewegung der Lebensreform zugerechnet. Er propagierte auch, dass durch die militärische Erziehung der Einzelne wie auch die Gesamtheit des Volkes ein Kapital von Lebenskraft, an Gesundheit und Leistungsfähigkeit erhält und sah den Militarismus als „Schule der Volksgesundheit“. Zu seinen ersten Anhängern zählte Robert Bosch, der jahrzehntelang nur Normalkleidung trug.
Jäger machte seine Ideen mit dem Buch Die Normalkleidung als Gesundheitsschutz (1880) auch in England bekannt, wo Oscar Wilde Jägers Ideen publizierte. 1884 wurde in London ein Geschäft für Jaeger-Gesundheitswäsche eröffnet. Um 1890 wurden etwa 50 verschiedene Artikel aus Wolle hergestellt, nicht nur Unterwäsche, sondern auch anderes wie Taschentücher oder Gardinen. Um 1900 trug George Bernard Shaw gestrickte Jäger-Anzüge, auch die Kleidung für die Polarforscher Fridtjof Nansen, Robert Falcon Scott und Edmund Hillary sowie für Afrika-Expeditionen stammte von Jäger. Außer Merinowolle wurden Kamelhaar, Vikunja, Alpaca und Kaschmir verarbeitet.
Jäger bewohnte ein großes Anwesen in Stuttgart an der Hegelstraße. Das Anwesen umfasste neben dem Wohnhaus eine Villa mit Kegelbahn, ein Gartenhaus, eine Remise und einen Lustgarten. 1902 erwarb er außerdem ein Anwesen mit Wald und Wiesen auf dem Karnsberg bei Murrhardt, das er zum Jägerhof ausbauen ließ und wo die Familie die Sommermonate verbrachte. Nach dem Tod seiner Frau Selma heiratete er 1908 im 76. Lebensjahr seine zweite Frau, Helene Müller (1864–1942), die nicht nur wesentlich jünger als Jäger, sondern auch jünger als einige seiner Kinder war. Gustav Jäger starb 1917 mit knapp 85 Jahren. Seine drei Söhne wurden ebenfalls Heilkundler und setzten das Werk des Vaters fort.
In Deutschland ließ die Beliebtheit der „Normalkleidung“ nach dem Ersten Weltkrieg deutlich nach, in England jedoch nicht. Ab 1934 gehörte Sportkleidung zum Jaeger-Sortiment. Heute hat die Firma Jaeger mit Stammsitz in London rund 60 Läden sowie eigene Schafherden in Australien und etwa 14 Fabriken in Großbritannien.

## Würdigung

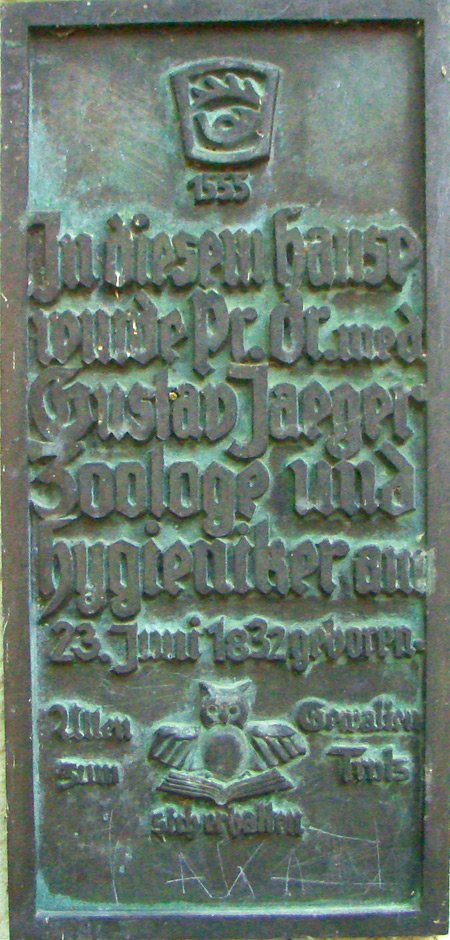
Gedenktafel am Geburtshaus von Gustav Jäger in Bürg

Jäger wurde für seine allgemeinen Verdienste um Gewerbe und Handel vom württembergischen König mit der großen goldenen Medaille ausgezeichnet und Ehrenbürger seines Geburtsortes Bürg sowie seines Sommersitzes Murrhardt. 1854 wurde er korrespondierendes und 1909 Ehrenmitglied des Vereins für vaterländische Naturkunde in Württemberg. In Murrhardt ist außerdem die Jägerstraße nach ihm benannt.
Der Kulturhistoriker Max von Boehn schrieb 1918 noch etwas ironisch: Er (Jäger, erg.) wollte die Erfahrung gemacht haben, dass der Mensch in seinem Leibe dauernd zwei entgegengesetzte Stoffe erzeuge, nämlich die angenehm riechenden Lust- und die stinkenden Angststoffe. Nun beschloss er, solle die Kleidung, besonders die Unterkleidung, für das richtige Gleichgewicht dieser beiden Duftstoffe sorgen. Sie sollte eine Körperbeschaffenheit herstellen, bei der möglichst wenig Angststoffe und möglichst viel Luststoffe erzeugt würden. Er glaubte das durch Tragen wollener Wäsche und wollener Kleider erreichen zu können, und er errichtete, auf seiner Entdeckung fußend, ein ganzes System der Normalkleidung (…) Die von ihm eingeführte Jägeruniform wurde als wetterfest, affektfest, seuchenfest eine Modesache. Er fand den zweireihigen württembergischen Soldatenrock die gesündeste, zugleich abhärtende und schützende Kleidung für Männer (…) Sein Reformvorschlag für die Frauenkleidung: Wollhemd, Wollstrümpfe, Unterhosen und Unterrock von Flanell, kein Korsett, dazu Oberkleid aus Wolle, bis an den Hals geschlossen (…)
Spätere Nachrufe würdigten Jägers Lebenswerk. So schrieb die Süddeutsche Zeitung – Morgenblatt für nationale Politik und Volkswirtschaft am 19. Juni 1932: So wird man Gustav Jäger unter der großen Schar schwäbischer Originale als einen nennen, der auf dem Gebiet der Gesundheits- und Lebenslehre vielfach bahnbrechend als Anreger gewirkt und Wege eingeschlagen hat, auf denen die heutige Welt fortgeht, ohne es zu wissen.
Der Romanautor Patrick Süskind widmete Gustav Jaeger eine Karikatur in Form der Figur Taillard-Espinasse in seinem Roman Das Parfum von 1985.